# Mother and Child Reunion
«Mother and Child Reunion» (titulado «Reunión de madre e hijo» en Hispanoamérica y «Reunión Maternofilial» en España) Es el vigésimo episodio de la trigésimasegunda temporada de la serie de televisión animada estadounidense Los Simpson, y el episodio número 704 en total. Se emitió en Estados Unidos en Fox el 9 de mayo de 2021. El episodio fue dirigido por Jennifer Moeller y escrito por J. Stewart Burns. En este episodio, Lisa, en el futuro, decide no ir a la universidad, lo que hiere a Marge, y en su lugar da clases en su propia escuela. El cineasta Werner Herzog, el estadístico Nate Silver y el presentador de televisión George Stephanopoulos aparecieron interpretándose a sí mismos. El episodio recibió críticas mixtas.
El episodio fue dedicado a la memoria de Olympia Dukakis, que anteriormente había aparecido como invitada en el episodio «The Old Man and the Key» de la decimotercera temporada, interpretando a un personaje llamado Zelda. Este episodio podría interpretarse como una predicción fallida de que Kamala Harris se convertiría en presidenta de los Estados Unidos, estableciendo un paralelismo con la presidencia de Lisa Simpson en la serie.

## Trama
La familia Simpson va a la tienda de magia de Werner Herzog para comprar un juego de magia para el cumpleaños de Lisa. Cuando Bart atrapa a Homer en una camisa de fuerza, Marge les pregunta si alguna vez dejarán de pelear, a lo que Herzog les pregunta si quieren ver el futuro. Los lleva a la parte trasera de su tienda y les lee el futuro con cartas del tarot, revelándoles que Lisa se convertirá en presidenta de los Estados Unidos, Homer dejará de beber, Bart se convertirá en una buena persona y habrá años de problemas entre Marge y Lisa.
Nueve años después, Lisa, de 17 años, tiene que elegir a qué universidad ir. Bart, de 19 años, le recuerda que podría haberse divertido durante su infancia, pero que en lugar de eso se centró en estudiar y fue aceptada en todas las universidades. Marge organiza una reunión con la familia para celebrar su elección, pero Lisa revela que ha decidido no ir a ninguna universidad. Esto rompe las expectativas futuras que Marge ya había preparado para Lisa y pronto discuten sobre su decisión.
Lisa recibe consejos de Ned Flanders y comienza a trabajar en el centro comercial Springfield Mall, propiedad de Squeaky Voiced Teen, pero pronto le disgusta su trabajo y decide dedicarse a la enseñanza. Crea su propia escuela, llamada Lisa Simpson Academy, que se expande por todo Estados Unidos. También se presenta a las elecciones para superintendente escolar contra el veterano superintendente Chalmers y gana, para luego presentarse a las elecciones presidenciales de los Estados Unidos. También gana las elecciones presidenciales y se muda a la Casa Blanca el día de la toma de posesión.
Para entonces, la familia ha cambiado de diferentes maneras: Marge y Lisa apenas se hablan, Bart es ahora director ejecutivo de una empresa de marihuana y propietario de tres equipos de la NBA que visita a Lisa. Él le hace recordar todas las veces que Marge estuvo ahí para ella en todos los momentos en que necesitaba ayuda, aunque ella lo haya olvidado. Marge también visita a Lisa y se reconcilian, con la ayuda de una traductora madre/hija.
De vuelta al presente, Lisa le pregunta a Herzog cuánto de esos acontecimientos serán ciertos y Nate Silver le da un grupo de opciones, cada una con un porcentaje diferente. Homer pregunta si puede ver un partido en el oráculo, pero Nate le informa de que no es un televisor.

## Producción
El episodio se titulaba anteriormente «Senior Moment» y tenía el código de producción QABF09, antes de que fuera sustituido por «Manger Things», que se emitió más de un mes antes de este episodio. El título «Mother and Child Reunion» proviene de la canción homónima de Paul Simon. Fue el episodio número 700 de Los Simpson en el que se realizó una lectura del guion.
El presentador de televisión George Stephanopoulos y el estadístico Nate Silver aparecieron como invitados interpretándose a sí mismos. El cineasta Werner Herzog también apareció como invitado interpretándose a sí mismo.El cineasta Werner Herzog también apareció como invitado interpretándose a sí mismo. Anteriormente había aparecido en la serie interpretando a diferentes personajes.

## Recepción

### Audiencia
En los Estados Unidos, el episodio obtuvo una audiencia de 0,34 y fue visto en directo por 1,11 millones de espectadores, lo que lo convirtió en el segundo programa más visto de Fox esa noche.

### Respuesta de la crítica
Tony Sokol de Den of Geek le dio al episodio una puntuación de 2,5 sobre 5, diciendo: «"Mother and Child Reunion" es un neumático recauchutado que debería haberse dejado cocer más tiempo en el vertedero de neumáticos en llamas de Springfield. Es una pena, porque Los Simpson han sabido dar un nuevo aire a viejas premisas esta temporada». Jesse Bereta de Bubbleblabber le dio al episodio una puntuación de 6,5 sobre 10. Bereta observó que el foco de la serie se está desplazando hacia Lisa. También señaló que algunas tramas se repetían, incluida la elección de Lisa como presidenta de los Estados Unidos una vez más. Además, destacó la actuación del actor invitado habitual Werner Herzog. John Witiw de Comic Book Resources informó que el episodio podría considerarse como una «versión alternativa de "Bart al futuro" (excepto que con un futuro más benévolo para Bart)».
El sitio web Gabbing Geek describe el episodio como un extraño intento de explicar cómo Lisa se convirtió en presidenta sin explicar realmente nada, al tiempo que califica a Bart de improbable pacificador. En su opinión, se trata de un episodio extraño y poco entretenido. El sitio web The Avocado le dio al episodio una calificación de 7,5 sobre 10, elogiando el episodio por su retrato realista de la relación entre Lisa y Marge, especialmente en lo que respecta a la presión que sienten los padres sobre el futuro de sus hijos. También aprecia la representación del personaje de Bart como un hermano comprensivo, aunque evalúa negativamente, por ejemplo, la larga intervención del oráculo, que ocupa innecesariamente un tiempo valioso del episodio. J.S. Gornael, periodista de Collider, calificó «Mother and Child Reunion» como el séptimo mejor episodio de Los Simpson ambientado en el futuro.